# 陕城之战
陕城之战，450年（刘宋元嘉二十七年、北魏太平真君十一年），刘宋军攻克北魏陕城（今河南省三门峡市西）的作战。
450年七月，宋文帝因北魏不断派兵南犯，遣大军北伐北魏。闰十月，中兵参军柳元景、振威将军尹显祖、奋武将军鲁方平、建武将军薛安都、略阳太守庞法起等率部先后攻打卢氏、弘农（今河南灵宝东北）等地。攻克卢氏后，北魏弘农郡太守李初古拔固守，庞法起、薛安都、鲁方平诸军鼓噪攻城。李初古拔父子据南门，督战，弘农人在城内三千余人薛安都军副谭金、薛系孝率兵登弘农，生擒李初古拔父子二人，鲁方平入南门，生擒郡丞。殿中将军邓盛招宜阳人刘宽虬率合义徒二千余人，攻克金门坞。杀金门戍主、永昌王拓跋仁长史李买得，李买得是李初古拔之子，勇冠戎类。永昌王拓跋仁听说后好像失去左右手。后来魏太武帝南征至长江，李初古拔得还北魏。
宋军向陕城挺进。十一月，柳元景被任命为弘农太守，于军后督粮。陕城地势险固，宋军一时未能攻克。北魏洛州刺史张是连提率众二万度崤山援救陕城，薛安都等与之战于城南。魏军突骑冲击宋軍难于抵挡。薛安都脱盔解甲，战马也去掉具装，单骑突阵，所向无前，杀敌甚多。日暮，宋将鲁元保引兵自函谷关（今河南灵宝东北）赶到，魏兵退军。当夜，柳元景遣副将柳元怙率二千步骑救兵已至，魏军尚未发觉。第二日，薛安都等在城西南列阵，交战前鲁方平与薛安都决心死战。柳元怙引兵自南门出击，魏军无备，惊骇不已。宋军奋进，激战整日，魏军大败，张是连提及将卒三千余被斩，很多人赴河溺死，被俘二千余人。柳元景对降者释放遣回。攻克陕城。